# Vance W. Amory International Airport
Vance W. Amory International Airport är en flygplats i Saint Kitts och Nevis. Den ligger strax öster om Newcastle i parishen Saint James Windward, i den sydöstra delen av landet, 18 km sydost om huvudstaden Basseterre. Vance W. Amory International Airport ligger 4 meter över havet. Den ligger på ön Nevis.